# Hoàng Cầm
Hoàng Cầm (n. 22 februarie 1922, Bắc Giang⁠(d), Bắc Giang⁠(d), Vietnam – d. 6 mai 2010, Hà Nội, Vietnam) a fost un poet și romancier vietnamez.

## Opere
- Hận ngày xanh (phóng tác theo Lamartine 1940);
- Bông sen trắng (phóng tác theo Andersen 1940);
- Cây đèn thần (phóng tác theo Nghìn lẻ một đêm, 1941);
- Tỉnh giấc mơ vua (phóng tác theo Nghìn lẻ một đêm, 1942);
- Thoi mộng (truyện vừa, 1941);
- Hận Nam Quan (kịch thơ, 1944, 1942);
- Bốn truyện ngắn (đăng Tiểu thuyết thứ Bảy từ 1939 đến 1943);
- Kiều Loan (kịch thơ, 1945)
- Ông cụ Liên (kịch nói, 1952);
- Đêm Lào Cai (kịch nói 3 hồi, 1957);
- Tiếng hát quan họ (trường ca, in chung trong tập Cửa Biển, 1956);
- Những niềm tin (thơ dịch của Bonalan Kanfa - Algérie, 1965);
- Men đá vàng (truyện thơ, 1989);
- Tương lai (kịch thơ, 1995);
- Bên kia sông Đuống (tập thơ chọn lọc, 1993) - Giải thưởng Nhà nước 2007
- Lá diêu bông (tập thơ chọn lọc, 1993) - Giải thưởng Nhà nước 2007
- Về Kinh Bắc (tập thơ, 1994);
- 99 tình khúc (tập thơ tình, 1955) - Giải thưởng Nhà nước 2007

1. ↑   http://www.vietnamnet.vn/vanhoa/201005/Vinh-biet-nha-tho-Hoang-Cam-oanh-vang-Kinh-Bac-908240/ Lipsește sau este vid: |title= (ajutor)
2. ↑  Autoritatea BnF, accesat în 10 octombrie 2015
3. ↑  Autoritatea BnF, accesat în 10 octombrie 2015